# 呂震
呂震（1365年—1426年），字克聲，陕西行省奉元路臨潼縣（今陝西省臨潼縣）人，明朝政治人物。

## 生平
洪武十七年（1384年）甲子科陝西鄉試第一名舉人。洪武十九年（1386年），入太学。升山東按察司試僉事。入朝担任户部主事，升北平按察司僉事。燕王朱棣起兵靖難，呂震降，受命侍奉世子。
永乐初年，升任真定府知府，三年后升刑部尚书，永乐六年（1408年），改礼部尚书。皇太子监国期间，其女婿主事張鶴朝參失儀，太子以震故宽恕。明成祖知道后，命呂震与蹇義下錦衣衛獄，不久均复职。
明仁宗即位后，命兼任太子少师，晋太子太保兼礼部尚书，宣德元年（1426年）卒。